# Papa Was a Rollin' Stone
Papa Was a Rollin’ Stone is een single waarvan het origineel is uitgebracht door de Amerikaanse psychedelische soulgroep The Undisputed Truth. De bekendere versie van het nummer werd uitgebracht door The Temptations, bij Motown. Beide versies verschenen in 1972 op de markt, die van The Undisputed Truth in het begin van dat jaar en die van The Temptations eind dat jaar. Hun versie bereikte haar hoogtepunt in 1973.

## The Undisputed Truth
The Undisputed Truth stond, net zoals The Temptations, destijds onder contract bij Motown. Beide groepen hadden Norman Whitfield toentertijd als hun producer. Doordat The Temptations een succesvollere geschiedenis hadden dan The Undisputed Truth, moest die laatstgenoemde groep het vooral met probeersels van Whitfield en zijn schrijfpartner Barrett Strong en met covers van The Temptations doen. De enige grote hit die The Undisputed Truth toen kende, was de single Smiling Faces Sometimes, eveneens een cover van The Temptations. The Temptations hadden toen drie #1-hits op hun naam, op chronologische volgorde My Girl, I Can't Get Next To You en Just My Imagination (Running Away With Me). Papa Was A Rollin' Stone bleek voor The Undisputed Truth weer geen grote hit te betekenen. Ondanks dat het nummer de top 25 op de r&b-lijst van de Verenigde Staten bereikte, bleef het op de poplijst van datzelfde land steken op #63.

### Bezetting The Undisputed Truth
- Lead: Joe 'Pep' Harris, Billie Rae Calvin en Brenda Joyce
- Achtergrond: Joe Harris, Billie Rae Calvin en Brenda Joyce
- Instrumentatie: The Funk Brothers
- Schrijvers: Norman Whitfield en Barrett Strong
- Producer: Norman Whitfield

## The Temptations
Norman Whitfield, producer en samen met Barrett Strong een van de schrijvers van het nummer, dacht echter zeker te weten een grote hit met het nummer te hebben. Daardoor veranderde hij enkele aspecten aan het nummer en liet het daarna opnemen door de succesvolste groep van Motown van die periode, The Temptations. Die groep was niet blij met het nummer en wilde het in eerste instantie niet opnemen. Leadzanger Dennis Edwards verdacht Whitfield ervan met opzet de regels "It was the third of september/That day I'll always remember/'Cause that was the day/That my daddy died" geschreven te hebben, omdat Edwards vader ook op die datum gestorven was. Dit verwijt richting Whitfield was niet helemaal juist, omdat het nummer eerder voor een andere groep geschreven was. Uiteindelijk maakte Whitfield gebruik van de woede van Edwards, doordat zijn bittere stem bij de boodschap van het nummer paste. Een andere reden waarom The Temptations het liedje eerst niet op wilden nemen, was omdat ze de psychedelic soul die ze destijds maakten, zat waren. Zelf hadden ze genoeg van deze muziek en zij waren niet de enigen. Ook het Amerikaanse muziekpubliek had steeds minder zin in het luisteren naar deze muziek. Daarom hadden The Temptations Norman Whitfield om een ballad gevraagd. Hij had hen deze beloofd, maar aangezien Papa Was A Rollin' Stone geen ballad is, waren ze boos omdat Whitfield zijn beloftes niet nakwam.
De albumversie van The Temptations van Papa Was A Rollin' Stone duurde net geen twaalf minuten, waarmee het een van de langste opnames uit de carrière van The Temptations werd. Het intro was ook het langst, bijna twee minuten. De singleversie werd ingekort tot iets minder dan zeven minuten, waarmee het wel de langstdurende single van The Temptations werd. Centraal in het nummer staat de baslijn die heel het nummer hetzelfde is en uit zes noten per vier maten bestaat. Daarnaast zijn er een bluesgitaar en een wah-wahgitaar die samen met de hihat en violen een belangrijke rol in het nummer vervullen. De Temptations die de lead zingen in het nummer zijn Dennis Edwards, Melvin Franklin, Richard Street en Damon Harris. Daardoor is Otis Williams de enige Temptation, die op dat moment lid van de groep was, niet de lead zingt.
Ondanks de protesten van The Temptations in eerste instantie, werd Papa Was A Rollin' Stone de meest succesvolle single van de groep. Het bereikte de #1-positie in zowel Canada als de Verenigde Staten en werd met een #5-notering het meest succesvolle nummer van de groep in Nederland. Het nummer behaalde niet de #1-positie op de r&b-lijst, wat nummers als bijvoorbeeld Get Ready (#29 pop) en Let Your Hair Down (#27 pop), kleinere hits, wel lukten. Papa Was A Rollin' Stone won dat jaar drie Grammy's: een voor beste r&b-opname door een groep, een voor beste r&b-nummer en een voor beste instrumentale r&b-opname voor de B-kant. De B-kant van The Undisputed Truth-versie was het nummer Friendship Train. Het origineel van dat nummer was van Gladys Knight & the Pips, maar was later ook opgenomen door The Temptations. Papa Was A Rollin' Stone zou later zelf nog gecoverd worden door onder andere George Michael.

### Bezetting The Temptations
- Lead: Dennis Edwards, Melvin Franklin, Richard Street en Damon Harris
- Achtergrond: Otis Williams, Dennis Edwards, Melvin Franklin, Richard Street en Damon Harris
- Instrumentatie: The Funk Brothers
- Producer: Norman Whitfield
- Arrangeur en dirigent: Paul Riser

### Hitnoteringen

#### Nederlandse Top 40
| Hitnotering: 30-12-1972 t/m 10-03-1973 | Hitnotering: 30-12-1972 t/m 10-03-1973 | Hitnotering: 30-12-1972 t/m 10-03-1973 | Hitnotering: 30-12-1972 t/m 10-03-1973 | Hitnotering: 30-12-1972 t/m 10-03-1973 | Hitnotering: 30-12-1972 t/m 10-03-1973 | Hitnotering: 30-12-1972 t/m 10-03-1973 | Hitnotering: 30-12-1972 t/m 10-03-1973 | Hitnotering: 30-12-1972 t/m 10-03-1973 | Hitnotering: 30-12-1972 t/m 10-03-1973 | Hitnotering: 30-12-1972 t/m 10-03-1973 | Hitnotering: 30-12-1972 t/m 10-03-1973 | Hitnotering: 30-12-1972 t/m 10-03-1973 |
| Week:                                  | 1                                      | 2                                      | 3                                      | 4                                      | 5                                      | 6                                      | 7                                      | 8                                      | 9                                      | 10                                     | 11                                     |                                        |
| -------------------------------------- | -------------------------------------- | -------------------------------------- | -------------------------------------- | -------------------------------------- | -------------------------------------- | -------------------------------------- | -------------------------------------- | -------------------------------------- | -------------------------------------- | -------------------------------------- | -------------------------------------- | -------------------------------------- |
| Positie:                               | 19                                     | 11                                     | 6                                      | 5                                      | 6                                      | 7                                      | 13                                     | 20                                     | 25                                     | 27                                     | 40                                     | uit                                    |

#### NederlandseSingle Top 100
| Hitnotering: 30-12-1972 t/m 24-02-1973 | Hitnotering: 30-12-1972 t/m 24-02-1973 | Hitnotering: 30-12-1972 t/m 24-02-1973 | Hitnotering: 30-12-1972 t/m 24-02-1973 | Hitnotering: 30-12-1972 t/m 24-02-1973 | Hitnotering: 30-12-1972 t/m 24-02-1973 | Hitnotering: 30-12-1972 t/m 24-02-1973 | Hitnotering: 30-12-1972 t/m 24-02-1973 | Hitnotering: 30-12-1972 t/m 24-02-1973 | Hitnotering: 30-12-1972 t/m 24-02-1973 | Hitnotering: 30-12-1972 t/m 24-02-1973 |
| Week:                                  | 1                                      | 2                                      | 3                                      | 4                                      | 5                                      | 6                                      | 7                                      | 8                                      | 9                                      |                                        |
| -------------------------------------- | -------------------------------------- | -------------------------------------- | -------------------------------------- | -------------------------------------- | -------------------------------------- | -------------------------------------- | -------------------------------------- | -------------------------------------- | -------------------------------------- | -------------------------------------- |
| Positie:                               | 24                                     | 10                                     | 6                                      | 3                                      | 5                                      | 6                                      | 10                                     | 19                                     | 25                                     | uit                                    |

#### NPO Radio 2 Top 2000
| Nummer met noteringen in de NPO Radio 2 Top 2000 | '99 | '00 | '01 | '02 | '03 | '04 | '05 | '06 | '07 | '08 | '09 | '10 | '11 | '12 | '13 | '14 | '15 | '16 | '17 | '18 | '19 | '20 | '21 | '22 | '23 | '24 |
| ------------------------------------------------ | --- | --- | --- | --- | --- | --- | --- | --- | --- | --- | --- | --- | --- | --- | --- | --- | --- | --- | --- | --- | --- | --- | --- | --- | --- | --- |
| Papa Was a Rollin' Stone                         | 301 | 330 | 304 | 296 | 294 | 265 | 236 | 296 | 367 | 285 | 292 | 337 | 305 | 329 | 299 | 318 | 375 | 474 | 504 | 487 | 573 | 516 | 564 | 677 | 708 | 904 |

1. ↑  Een vetgedrukt getal geeft de hoogste notering aan.

## Was (Not Was)
In 1990 maakte de Amerikaanse electropop groep Was (Not Was) een cover van het nummer voor hun album Are you okay?. In Nederland bereikte het een dertiende plaats in de Nederlandse Top 40 en een veertiende plaats in de Nederlandse Single Top 100.

### Hitnoteringen

#### Nederlandse Top 40
| Hitnotering: 14-07-1990 t/m 25-08-1990 | Hitnotering: 14-07-1990 t/m 25-08-1990 | Hitnotering: 14-07-1990 t/m 25-08-1990 | Hitnotering: 14-07-1990 t/m 25-08-1990 | Hitnotering: 14-07-1990 t/m 25-08-1990 | Hitnotering: 14-07-1990 t/m 25-08-1990 | Hitnotering: 14-07-1990 t/m 25-08-1990 | Hitnotering: 14-07-1990 t/m 25-08-1990 | Hitnotering: 14-07-1990 t/m 25-08-1990 |
| Week:                                  | 1                                      | 2                                      | 3                                      | 4                                      | 5                                      | 6                                      | 7                                      |                                        |
| -------------------------------------- | -------------------------------------- | -------------------------------------- | -------------------------------------- | -------------------------------------- | -------------------------------------- | -------------------------------------- | -------------------------------------- | -------------------------------------- |
| Positie:                               | 29                                     | 20                                     | 14                                     | 13                                     | 15                                     | 28                                     | 36                                     | uit                                    |

#### NederlandseSingle Top 100
| Hitnotering: 07-07-1990 t/m 15-09-1990 | Hitnotering: 07-07-1990 t/m 15-09-1990 | Hitnotering: 07-07-1990 t/m 15-09-1990 | Hitnotering: 07-07-1990 t/m 15-09-1990 | Hitnotering: 07-07-1990 t/m 15-09-1990 | Hitnotering: 07-07-1990 t/m 15-09-1990 | Hitnotering: 07-07-1990 t/m 15-09-1990 | Hitnotering: 07-07-1990 t/m 15-09-1990 | Hitnotering: 07-07-1990 t/m 15-09-1990 | Hitnotering: 07-07-1990 t/m 15-09-1990 | Hitnotering: 07-07-1990 t/m 15-09-1990 | Hitnotering: 07-07-1990 t/m 15-09-1990 | Hitnotering: 07-07-1990 t/m 15-09-1990 |
| Week:                                  | 1                                      | 2                                      | 3                                      | 4                                      | 5                                      | 6                                      | 7                                      | 8                                      | 9                                      | 10                                     | 11                                     |                                        |
| -------------------------------------- | -------------------------------------- | -------------------------------------- | -------------------------------------- | -------------------------------------- | -------------------------------------- | -------------------------------------- | -------------------------------------- | -------------------------------------- | -------------------------------------- | -------------------------------------- | -------------------------------------- | -------------------------------------- |
| Positie:                               | 76                                     | 47                                     | 32                                     | 19                                     | 16                                     | 14                                     | 22                                     | 32                                     | 51                                     | 70                                     | 97                                     | uit                                    |

## Third World
In 1996 maakte de Jamaicaanse reaggae band Third World een cover van het nummer en kwam daarmee op een zeventiende plaats terecht van de Vlaamse Ultratop 50.

### Hitnotering

#### VlaamseUltratop 50
| Hitnotering: (Week 1 t/m 12) 18-05-1996 t/m 03-08-1996 Hitnotering: (Week 13) 24-08-1996 | Hitnotering: (Week 1 t/m 12) 18-05-1996 t/m 03-08-1996 Hitnotering: (Week 13) 24-08-1996 | Hitnotering: (Week 1 t/m 12) 18-05-1996 t/m 03-08-1996 Hitnotering: (Week 13) 24-08-1996 | Hitnotering: (Week 1 t/m 12) 18-05-1996 t/m 03-08-1996 Hitnotering: (Week 13) 24-08-1996 | Hitnotering: (Week 1 t/m 12) 18-05-1996 t/m 03-08-1996 Hitnotering: (Week 13) 24-08-1996 | Hitnotering: (Week 1 t/m 12) 18-05-1996 t/m 03-08-1996 Hitnotering: (Week 13) 24-08-1996 | Hitnotering: (Week 1 t/m 12) 18-05-1996 t/m 03-08-1996 Hitnotering: (Week 13) 24-08-1996 | Hitnotering: (Week 1 t/m 12) 18-05-1996 t/m 03-08-1996 Hitnotering: (Week 13) 24-08-1996 | Hitnotering: (Week 1 t/m 12) 18-05-1996 t/m 03-08-1996 Hitnotering: (Week 13) 24-08-1996 | Hitnotering: (Week 1 t/m 12) 18-05-1996 t/m 03-08-1996 Hitnotering: (Week 13) 24-08-1996 | Hitnotering: (Week 1 t/m 12) 18-05-1996 t/m 03-08-1996 Hitnotering: (Week 13) 24-08-1996 | Hitnotering: (Week 1 t/m 12) 18-05-1996 t/m 03-08-1996 Hitnotering: (Week 13) 24-08-1996 | Hitnotering: (Week 1 t/m 12) 18-05-1996 t/m 03-08-1996 Hitnotering: (Week 13) 24-08-1996 | Hitnotering: (Week 1 t/m 12) 18-05-1996 t/m 03-08-1996 Hitnotering: (Week 13) 24-08-1996 | Hitnotering: (Week 1 t/m 12) 18-05-1996 t/m 03-08-1996 Hitnotering: (Week 13) 24-08-1996 | Hitnotering: (Week 1 t/m 12) 18-05-1996 t/m 03-08-1996 Hitnotering: (Week 13) 24-08-1996 |
| Week:                                                                                    | 1                                                                                        | 2                                                                                        | 3                                                                                        | 4                                                                                        | 5                                                                                        | 6                                                                                        | 7                                                                                        | 8                                                                                        | 9                                                                                        | 10                                                                                       | 11                                                                                       | 12                                                                                       |                                                                                          | 13                                                                                       |                                                                                          |
| ---------------------------------------------------------------------------------------- | ---------------------------------------------------------------------------------------- | ---------------------------------------------------------------------------------------- | ---------------------------------------------------------------------------------------- | ---------------------------------------------------------------------------------------- | ---------------------------------------------------------------------------------------- | ---------------------------------------------------------------------------------------- | ---------------------------------------------------------------------------------------- | ---------------------------------------------------------------------------------------- | ---------------------------------------------------------------------------------------- | ---------------------------------------------------------------------------------------- | ---------------------------------------------------------------------------------------- | ---------------------------------------------------------------------------------------- | ---------------------------------------------------------------------------------------- | ---------------------------------------------------------------------------------------- | ---------------------------------------------------------------------------------------- |
| Positie:                                                                                 | 35                                                                                       | 22                                                                                       | 26                                                                                       | 31                                                                                       | 24                                                                                       | 31                                                                                       | 34                                                                                       | 17                                                                                       | 21                                                                                       | 26                                                                                       | 35                                                                                       | 43                                                                                       | uit                                                                                      | 50                                                                                       | uit                                                                                      |

## Strike One
Strike One maakte in 2004 een danceversie van het nummer en kwam daarmee op een 82ste plaats terecht van de Nederlandse Single Top 100.

### Hitnotering

#### NederlandseSingle Top 100
| Positie: | 82 | 85 | uit |